# تونل (خوفسگول)
شهرستان تونِل (به زبان مغولی: Түнэл сум، [Tünel sum]؛ ᠲᠦᠨᠡᠯ ᠰᠤᠮᠤ، [tünel sumu]) یک شهرستان (سُوم) در مغولستان است که در استان خوفسگول واقع شده‌است.

## تقسیمات اداری
شهرستان تونِل متشکل از ۶ قصبه (باغ) می‌باشد، شامل:
- بییج (مغولی: Бийж баг، [Bijž bag]؛ ᠪᠡᠶᠢᠵᠢ ᠪᠠᠭ، [beyiji baɣ])
- آلتغانه (مغولی: Алтгана баг، [Altgana bag]؛ ᠠᠯᠲᠠᠭᠠᠨ᠎ᠠ ᠪᠠᠭ، [altaɣan-ɣ baɣ])
- بایان‌اِرخِت (مغولی: Баян-Эрхэт баг، [Bajan-Erxet bag]؛ ᠪᠠᠷᠴᠢᠩ ᠡᠷᠬᠡᠲᠦ ᠪᠠᠭ، [bayan-erqetü baɣ])
- بلاغ (مغولی: Булаг баг، [Bulag bag]؛ ᠪᠤᠯᠠᠭ ᠪᠠᠭ، [bulaɣ baɣ])
- جونی‌غول (مغولی: Зуны гол баг، [Zuny gol bag]؛ ᠵᠤᠨ ᠤ ᠭᠣᠤᠯ ᠪᠠᠭ، [jun-u ɣoul baɣ])
- نافچیلتای (مغولی: Навчилтай баг، [Navčiltaj bag]؛ ᠨᠠᠪᠴᠢᠯᠲᠠᠢ ᠪᠠᠭ، [nabčiltai baɣ])